# Droga magistralna M2 (Rosja)
Droga magistralna M2 «Krym», nazywana także szosą Symferopolską (ros. Федеральная автомобильная дорога М2 «Крым» (Симферопольское шоссе)) – trasa znaczenia federalnego (magistralna) na terenie Rosji. Łączy Moskwę z Ukrainą i Krymem.
M2 jest częścią trasy europejskiej E105. Rozpoczyna się na węźle z Obwodnicą Moskwy, a następnie biegnie na południe od stolicy. Na odcinku Moskwa – Pławsk istnieje jako autostrada. Dalszy jej odcinek, pomiędzy Mceńskiem a Trosną (ok. 90 km) jest w budowie.
Magistrala przechodzi przez miejscowości: Podolsk i Sierpuchow, Tuła, Orzeł, Kursk i Biełgorod, kończąc swój bieg na granicy z Ukrainą na przejściu granicznym.
W chwili rozpadu Związku Radzieckiego, na terenie Ukraińskiej Socjalistycznej Republiki Radzieckiej M2 biegła przez Charków, Dniepr, a następnie przez Symferopol na półwysep krymski.

## Miejscowości leżące na trasie M2
- Moskwa
- Klimowsk
- Podolsk
- Sierpuchow
- Tuła
- Orzeł
- Kursk
- Biełgorod
- Niechotiejewka – przejście graniczne z Ukrainą